# Norðoyri
Norðoyri (dánul: Nordøre) település Feröer Borðoy nevű szigetén. Közigazgatásilag Klaksvík községhez tartozik.

## Földrajz
Klaksvíktól délkeletre, a Borðoyarvík keleti partján fekszik.

## Történelem
Az ásatások során viking kori épületmaradványokat tártak fel a falu területén. A közelben találhatók egy tanya romjai, amelyet 1745. március 12-én, majd húsz évvel később ugyanazon a napon ismét lavina döntött romba.

## Népesség
| Év          | Lakosság |
| ----------- | -------- |
| 1986.01.01. | 53       |
| 1991.01.01. | 61       |
| 1996.01.01. | 59       |
| 2001.01.01. | 54       |
| 2006.01.01. | 42       |

## Közlekedés
Norðoyri zsákfalu: csak északnyugati irányból, Klaksvík felől közelíthető meg. Autóbusz-közlekedése nincsen.